# Villa Schmitz
La villa Schmitz est une maison située 8 boulevard de l'Observatoire, à Nice, en France.

## Historique
À partir du rattachement du comté de Nice à la France, en 1860, Nice va connaître un développement remarquable. Il va se poursuivre jusqu'en 1914, faisant de Nice le premier site touristique des Alpes-Maritimes.
Pour recevoir cette clientèle privilégiée, il faut construire des palaces, mais la région manquant des capitaux nécessaires pour financer ces opérations immobilières, il faut les faire venir des investisseurs français ou étrangers.
Parmi les promoteurs audacieux qui se lancent dans la construction de ces palaces, la famille Schmitz, famille parisienne d'origine suisse. Victoire Schmitz, jeune veuve d'un négociant devenu hôtelier, s'est montré une femme d'affaires entreprenante dans le domaine des palaces de luxe entre 1850 et 1880. Elle avait commencé par diriger un hôtel réputé de Gênes à partir de 1848. Son mari s'était installé à Nice en 1851, reprenant l'hôtel des Étrangers qu'il avait considérablement transformé en y adjoignant le palais Corvésy en 1854.  En 1855, après la faillite de son mari, elle devient seule responsable de la direction des deux établissements, qui lui reviennent après qu'elle a remboursé les dettes de son époux, décédé en 1857. En 1864 son fils unique Auguste vend l'hôtel de Gênes pour créer le Grand Hôtel en rive droite du Paillon nouvellement couvert. Cet hôtel ouvre en 1868. Puis elle a réaménagé l'Hôtel Beau-Rivage sur le quai du Midi en 1881. Elle a acquis en 1878 deux villas sur la promenade des Anglais pour faire construire l'hôtel Westminster par l'architecte niçois Louis Castel. Les descendants de la famille. À sa mort en 1901, Victoire Schmitz a légué l'hôtel Westminster à sa petite-fille, Augustine, mariée à Édouard Grinda, chirurgien connu en son temps et qui a été ministre du Travail. L'hôtel appartient aujourd'hui à leur petit-fils,. Les autres hôtels de la famille sont légués à son petit-fils Paul Schmitz. Le Grand Hôtel a servi d'annexe de la Préfecture avant la construction de l'actuel hôtel du département.
Après avoir connu un développement le long de la côte, la construction des palaces et des villas s'est faite dans d'autres quartiers, d'abord dans la plaine du Paillon, puis sur les collines. Les collines du Mont-Boron, de Cimiez, de Fabron vont voir la construction de plusieurs villas. Celle du Mont-Gros était restée à l'écart de ce développement. C'est pourquoi Victoire Schmitz, jeune veuve d'un négociant et hôtelier parisien, décida d'acheter en deux temps, 1866 et 1869, des terrains de plusieurs hectares à mi-pente du Mont-Gros, sur le boulevard de l'Observatoire.
Les travaux ont commencé par aménager le parc en reprenant les vieilles restanques pour établir un plateforme destinée à recevoir la villa. La villa est construite entre 1884 et 1887 par l'architecte Vincent Levrot. Tout autour, la campagne a été laissée à l'état de nature.
La villa Schmitz est inscrite au titre des monuments historiques depuis le 1er octobre 2013,.

## Description
La villa est inspirée des palais de la Renaissance italienne. C'est un bloc rectangulaire de 25 m par 15 m qui s'organise autour d'une travée centrale de distribution comprenant un vaste hall de 60 m² et un escalier assurant l'accès aux différents étages.
On avait au rez-de-chaussée les pièces de réception, salon, salle à manger, fumoir avec billard, cuisine et office. Dans les deux étages se trouvent les chambres côté sud avec des pièces annexes côté nord et sur les côtés. Un étage sous comble est aménagé a minima.
Le décor des pièces de réception  est prestigieux avec des peintures murales inspirées de celles des villas Renaissance avec grotestques. Dans les autres pièces, le décor est plus simple mais il conserve encore le papier peint d'origine avec des plafonds peints.